# Lijst van voetbalinterlands China - Kazachstan
Deze lijst van voetbalinterlands is een overzicht van alle officiële voetbalwedstrijden tussen de nationale teams van China en Kazachstan. De landen speelden tot op heden drie keer tegen elkaar. De eerste ontmoeting, een vriendschappelijke wedstrijd, werd gespeeld in Dalian op 2 september 1997 in. Het laatst duel, eveneens een vriendschappelijke wedstrijd, vond plaats op 7 juni 2016 in Dalian.

## Wedstrijden
| № | Plaats | Datum            | Competitie        | Wedstrijd          | Uitslag |
| - | ------ | ---------------- | ----------------- | ------------------ | ------- |
| 1 | Dalian | 2 september 1997 | Vriendschappelijk | China – Kazachstan | 3 – 0   |
| 2 | Kanton | 7 februari 2007  | Vriendschappelijk | China – Kazachstan | 2 – 1   |
| 3 | Dalian | 7 juni 2016      | Vriendschappelijk | China – Kazachstan | 0 – 1   |

## Samenvatting
| Competitie        | Totaal gespeeld | Winst China | Gelijk | Winst Kazachstan | Doelsaldo China – Kazachstan |
| ----------------- | --------------- | ----------- | ------ | ---------------- | ---------------------------- |
| Vriendschappelijk | 3               | 2           | 0      | 1                | 5 − 2                        |
| Totaal            | 3               | 2           | 0      | 1                | 5 − 2                        |

Wedstrijden bepaald door strafschoppen worden, in lijn met de FIFA, als een gelijkspel gerekend.

## Details

### Eerste ontmoeting
| China                                  | 3 – 0 | Kazachstan |
| Zhiyi Fan 17' Jinyu Li 22' Bing Li 40' | goals |            |

### Tweede ontmoeting
| China                            | 2 – 1 | Kazachstan               |
| Han Peng 30' (pen.) Li Jinyu 48' | goals | 16' Murat Suyumagambetov |